# 브루클린 공공도서관

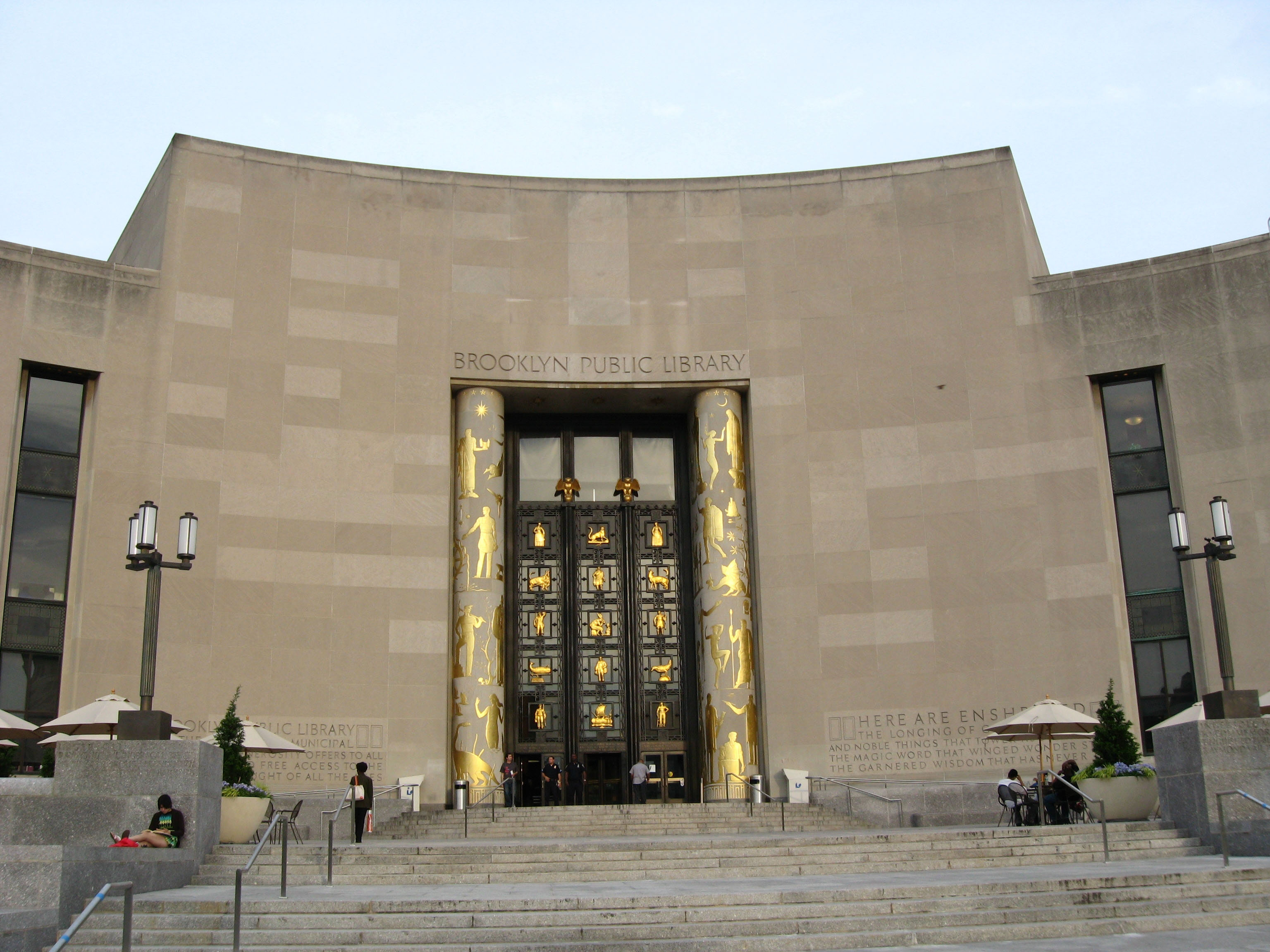
브루클린 공공도서관

브루클린 공공도서관(Brooklyn Public Library)은 미국 뉴욕 브루클린에 위치한 도서관이다. 미국에서 5번째로 규모가 큰 공공 도서관이다.
이 도서관은 에스프레소 북 머신을 통해 서적의 주문형 인쇄 서비스를 제공하고 있다.

## 참조
1. ↑  “EBM Locations: List View”. OnDemandBooks.com. 2012년 4월 22일에 원본 문서에서 보존된 문서. 2012년 5월 14일에 확인함.